# (39679) Nukuhiyama
1996 OD3 (asteroide 39679) é um asteroide da cintura principal. Possui uma excentricidade de 0.15893090 e uma inclinação de 4.79401º.
Este asteroide foi descoberto no dia 19 de julho de 1996 por Tomimaru Okuni em Nanyo.